# Konsumy
Konsumy – nazwa odnosząca się do sklepów zakładowych, w ograniczonym stopniu dostępnych dla osób spoza danego zakładu, fabryki, które zaczęły powstawać w II poł. XIX w. i były prowadzone również w okresie międzywojennym.
Ich istotą były nieco niższe ceny wynikające z hurtowych zakupów, możliwość zakupu na kredyt, który był likwidowany przy najbliższej (tygodniowej) wypłacie oraz możliwość otrzymania części zarobku w bonach do nich (ta możliwość była nieraz przymusowa, kiedy właścicielom brakowało gotówki na wypłaty). Poświadczeniem możliwości korzystania z rabatów w takim sklepie były specjalne książeczki, które otrzymywał każdy robotnik (służyły również do wpisywania długów). Mogły z nich korzystać osoby spoza danego zakładu, ale bez wspomnianych wyżej rabatów. W zasadzie powstawały tylko przy dużych zakładach pracy, np. w Łodzi przy zakładach Karola Scheiblera i Ludwika Grohmana, na osiedlu "Księży Młyn", czy przy "Widzewskiej Manufakturze" przy ówczesnej ul. Rokicińskiej 54 (obecnie al. Józefa Piłsudskiego).

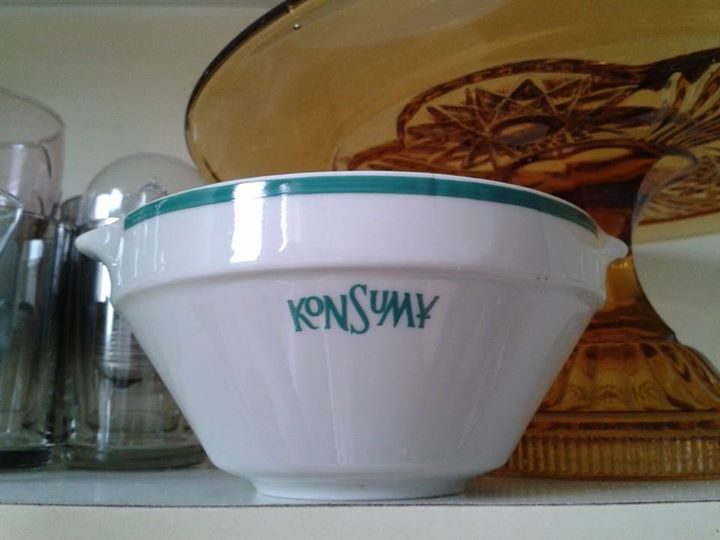
Naczynie z logo "Konsumy"

Odmianą tego rodzaju handlu były wszelkiego rodzaju spółdzielnie spożywców o charakterze mniej lub bardziej otwartym. Najbardziej znaną w Polsce była i jest funkcjonująca do dziś, chociaż w mocno ograniczonym zakresie - Powszechna Spółdzielnia Spożywców „Społem”. 

## Konsumy w PRL
W czasach PRL nazwę Konsumy przyjęło Przedsiębiorstwo Gastronomiczno-Handlowe, tworzące sieć sklepów i stołówek dla pracowników Ministerstwa Spraw Wewnętrznych - funkcjonariuszy Milicji Obywatelskiej i Służby Bezpieczeństwa. Przedsiębiorstwo prowadziło: 
- sklepy mundurowe
- sklepy z artykułami deficytowymi
- kasyna i stołówki dla komend Milicji Obywatelskiej.

1 listopada 1990 roku przedsiębiorstwo przekształcono w Przedsiębiorstwo Gastronomiczno-Handlowe Gastropol.
W latach Polski Ludowej konsumy potocznie nazywano „sklepami za żółtymi firankami”, co nie było sensu stricto prawdą, ponieważ oryginalne „sklepy za żółtymi firankami” były tajnymi miejscami zaopatrywania się w deficytowe artykuły żywnościowe (i nie tylko) działaczy Ministerstwa Bezpieczeństwa Publicznego, wyższych funkcjonariuszy partyjnych oraz członków biura politycznego PZPR, formalnie zamknięte dopiero po odwilży gomułkowskiej w 1956.
Pod nazwą Konsumy funkcjonuje jeszcze kilka kasyn i stołówek na terenie różnych komend policji.